# Камалдиньш, Лайнис
Лайнис Камалдиньш (латыш. Lainis Kamaldiņš, род. 5 июля 1967 года, Иецава) — директор латвийской спецслужбы «Бюро по защите Сатверсме» (1995—2003 г.). Советник и консультант Комиссии по национальной безопасности Саэйма. Депутат 5 Саэйма. До 95 года член партии «Savieniba Latvijas ceļš». Основатель фирмы «Proleader». С 2003 года работает в «Latvijas Kuģniecība», заместитель начальника по внутренней безопасности.